# Leopold av Hohenzollern-Sigmaringen
Leopold av Hohenzollern-Sigmaringen, född 22 september 1835, död 8 juni 1905, var överhuvud för det detroniserade furstehuset Hohenzollern-Sigmaringen och bror till kung Karl I av Rumänien.

## Biografi
Leopold var äldste son till Karl Anton av Hohenzollern-Sigmaringen och Josephine av Baden.
1861 gifte han sig i Lissabon med Maria Antonia, infanta av Portugal (1845–1913) och dotter till Maria II av Portugal. 1870 erbjöds han den spanska kronan vilket föranledde starka protester från Frankrike. Trots att Leopold avsade sig tronkandidaturen ledde detta i slutändan till fransk-tyska kriget.

## Barn
1. Wilhelm av Hohenzollern-Sigmaringen (1864–1927), gift med 1.) Maria Teresa av Bourbon-Sicilien (1867–1909), 2.) Adelgunde av Bayern (1870–1958)
2. Ferdinand I av Rumänien (1865–1927), gift med Marie av Edinburgh
3. Karl Anton av Hohenzollern-Sigmaringen (1868–1919), gift med Josephine av Belgien (1872–1958)